# Snegurotjka (film fra 1952)
 For alternative betydninger, se Snegurotjka. (Se også artikler, som begynder med Snegurotjka)
Snegurotjka (russisk: Снегу́рочка, på dansk Snejomfruen) er en sovjetisk tegnefilm fra 1952 instrueret af Ivan Ivanov-Vano og Aleksandra Snezjko-Blotskaja.
Filmen er baseret på den russiske opera Snegurotjka (på dansk Snejomfru) med libretto og musik af Nikolaj Rimskij-Korsakov og baseret på Aleksandr Ostrovskijs skuespil fra 1873, der igen er baseret på russiske og slaviske folkeeventyr.